# Bundesautobahn 661
Pour les articles homonymes, voir A661 et Autoroute A661.
La Bundesautobahn 661 est une Bundesautobahn dans le Land de Hesse.